# أنت جميلة (يو آر بيوتيفل)
أنت جميلة وبالإنجليزبة you are beautiful، هي أغنية للمغني الإنجليزي جيمس بلانت، التي حصلت على جوائز ذات وزن ومصداقية عالمية تربعت على عرش قوائم أفضل الاغاني الأكثر مبيعا ومشاهدة لأسابيع ولقت استحسان المهتمين والجمهور الفني لحودة الأغنية من حيث الفكرة العامة والأداء.

## شريط فيدو الأغنية
تسجيل وكتابة الأغنية بفكرة خلاقة، لا من حيث الشكل في فيديو كليب الأغنية، ولا من حيث الأداء.
يبدأ المقطع بقدوم جيمس بلانت مرتديا معطفا ما لبث أن نزعه عنه، مع انطلاق الأغنية في تلاحم مع المناخ السائد الذي يحيل على المطر الخفيف وارضية ثلجية ناصعة، تتغنى شخصية الفيدبو عن جمال أخاذ أصاب سهمه أعماق فؤاده، جمال وصفه بالأخاذ والبعيد، رغم مشاعره الجياشة نحوه.
في مشهد يعبر عن بساطة شخصية بطل الأغنية، ينزع عنه ياعته وخاتمه وقبلهما حذاءه، لفي مسهد مقرب بتقنبة فنية أحالت المتلقي على بساطة بطل شخصية الأغنية، ثم ترتفع عدسة الكاميرا إلى أفق السماء التي تزينها طيور محلقة من بعيد، وكأنها دلالة جاءت بالموازاة مع تعبير جيمس عن عظمة ذلك الجمال الذي وصفه ببعيد المنال أيضا، وبعيد عن واقعه الخاص، ثم يركن للأرض كأنه في جلسة تأمل يوغا، ثم ما لبث ان اتجه نحو البحر حيث ينتهي المشهد والأغنية بارتماءة جيمس نحو الأعماق، لينتمي المشهد بارتماءة تشير بعيدا عن افق السماء البعيدة، ليعود للغوص إلى اعماق بحره الخاص، ما يشير أيضا أنه رجل تحديات وسباح ماهر يجيد خوض المضمار في الأعماق ولا يستكين أمام الحواجز التي تعزله أمام حياة الجمال وانه لا يجاري المستحيل خارج مضماره البحري مع التغلب على ألم إدراك أنه لن يكون أبدًا وراء عواطفه." عندما يقول: لأنني أعلم أنني لن أكون معك أبدا (بقوة الواقع)
But I know I will be never with you
قي تقييم فني لموقع دوت داش (Dotdash) أو كما يُعرف سابقًا ب (About.com) بأربعة نجوم ونصف من أصل خمسة، كموقع متخصص بنشر محتوى عالي الجودة بممقالات المتخصصة تحليلية أو نقدية وأشرطة فيديو عن مختلف المواضيع. معلقا على هذا العمل الفني الموسيقي كالتالي: إن القوة البساطة في كتابة أغاني بلانت فعالة في نقل ألم إدراك أنه لن يكون أبدًا وراء عواطفه."

## جوائز
حازت الأغنية على ثلاثة جوائز عالمية. في حفل توزيع جوائز جرامي لعام 2007: كأفضل تسجيل في السنة وأغنية العام وأفضل أداء صوتي في موسيقى البوب.
فازت الأغنية أيضا بجائزة "BMI Internet Award" عام 2007 وكانت أول أغنية تحصل على شرف فاتحة الجائزة في حفل فني إعلامي بلندن.